# Sygeplejersken
Sygeplejersken er et dansk fagblad, der udgives af Dansk Sygeplejeråd. Det udkommer 6 gange om året i ca. 71.000 eksemplarer (2025) til Dansk Sygeplejeråds medlemmer, sygehuse og medicinalindustrien. 
Bladet blev grundlagt i 1901 som Tidsskrift for Sygepleje. Indholdet er blandt andet organisationsstof og sygeplejefaglige artikler. 
Chefredaktør er Louise Balleby, der desuden er kommunikationschef i Dansk Sygeplejeråd.